# Катастрофа Boeing 727 в Кеннере
Катастрофа Boeing 727 в Кеннере — крупная авиационная катастрофа, произошедшая в пятницу 9 июля 1982 года в Кеннере. Авиалайнер Boeing 727-235 авиакомпании Pan American выполнял пассажирский рейс PA759 по маршруту Майами—Новый Орлеан—Лас-Вегас—Сан-Диего, но вскоре после вылета из Нового Орлеана рухнул на жилые кварталы Кеннера (пригорода Нового Орлеана) и полностью разрушился. В катастрофе погибли 153 человека — все находившиеся на борту самолёта 145 человек (138 пассажиров и 7 членов экипажа) и 8 человек на земле.
Катастрофа рейса 759 стала одной из крупнейших в истории авиации США, а также крупнейшей авиакатастрофой в истории штата Луизиана.

## Самолёт
Boeing 727-235 (регистрационный номер N4737, заводской 19457, серийный 518) был выпущен 3 января 1968 года и 24 января совершил свой первый полёт. 31 января того же года был передан авиакомпании National Airlines. 7 января 1980 года National Airlines была поглощена другой американской авиакомпанией — Pan American, перейдя в которую, лайнер получил имя Clipper Defiance. Оснащён тремя турбореактивными двигателями Pratt & Whitney JT8D-7B, каждый из которых при температуре воздуха 29° C развивал силу тяги в 7700 килограммов. Последний капитальный ремонт проходил 8 декабря 1980 года, последний ремонт по форме «B» — 26 апреля 1982 года, а последнюю базовую проверку — 18 июня 1982 года. На день катастрофы совершил 35 643 цикла «взлёт-посадка» и налетал 39 253 часа.

## Экипаж и пассажиры
Самолётом управлял опытный экипаж, его состав был таким:
- Командир воздушного судна (КВС) — 45-летний Кеннет Л. Маккаллерс (англ. Kenneth L. McCullers). Изначально работал в National Airlines, в которую устроился 16 августа 1965 года. Имел квалификацию пилота одно- и многомоторных самолётов, включая Boeing 727: до командира Boeing 727 был повышен 20 января 1972 года. В связи с близорукостью, носил контактные линзы, а для чтения вблизи пользовался очками; с 1980 года наблюдалось ухудшение зрения в левом глазу. Налетал 11 727 часов, 10 595 из них на Boeing 727. За последние 90, 30 дней и 24 часа до катастрофы налетал 212, 47 и 1 час соответственно[4].
- Второй пилот — 32-летний Дональд Г. Пирс (англ. Donald G. Pierce). Также изначально работал в National Airlines, в которую устроился 20 декабря 1976 года. Имел квалификацию коммерческого пилота, в том числе на командира транспортного Lockheed L-300; квалификацию на Boeing 727 получил 21 января 1977 года. В прошлом у него была мочекаменная болезнь, но в декабре 1978 года её вылечили. Налетал 6127 часов, 3914 из них на Boeing 727. За последние 90, 30 дней и 24 часа до катастрофы налетал 186, 84 и 1 час соответственно[4].
- Бортинженер — 60-летний Лео Б. Нун (англ. Leo B. Noone). Также изначально работал в National Airlines, в которую устроился 19 июня 1967 года. Имел квалификацию бортинженера поршневых и турбореактивных самолётов; квалификацию на Boeing 727 получил 30 июля 1968 года. Носил очки. Налетал 19 904 часа, 10 508 из них на Boeing 727. За последние 90, 30 дней и 24 часа до катастрофы налетал 226, 83 и 1 час соответственно[4][5].

На момент катастрофы все три пилота работали уже 3 часа 45 минут, в том числе 1 час лётного времени.
В салоне самолёта работали четверо бортпроводников:
- Деннис М. Доннелли (англ. Dennis M. Donnelly), 30 лет — старший бортпроводник.
- Джеймс П. Фиджут (англ. James P. Fijut), 37 лет.
- Люсиль В. Браун (англ. Lucille V. Brown), 35 лет.
- Вивиан Л. Форд (англ. Vivian L. Ford), 34 года.

| Гражданство      | Пассажиры | Экипаж | Всего |
| ---------------- | --------- | ------ | ----- |
| США              | 98        | 7      | 105   |
| Уругвай          | 11        | 0      | 11    |
| Мексика          | 3         | 0      | 3     |
| Венесуэла        | 1         | 0      | 1     |
| Франция          | 4         | 0      | 4     |
| Ямайка           | 1         | 0      | 1     |
| Югославия        | 2         | 0      | 2     |
| Пуэрто-Рико      | 3         | 0      | 3     |
| Швейцария        | 4         | 0      | 4     |
| ФРГ              | 5         | 0      | 5     |
| Гонконг          | 4         | 0      | 4     |
| Коста-Рика       | 4         | 0      | 4     |
| Австралия        | 2         | 0      | 2     |
| Бразилия         | 7         | 0      | 7     |
| Панама           | 1         | 0      | 1     |
| Бельгия          | 1         | 0      | 1     |
| Япония           | 1         | 0      | 1     |
| Республика Корея | 8         | 0      | 8     |
| Канада           | 1         | 0      | 1     |
| Великобритания   | 2         | 0      | 2     |
| Нидерланды       | 1         | 0      | 1     |
| Италия           | 1         | 0      | 1     |
| Всего            | 138       | 7      | 145   |

Всего на борту самолёта находились 145 человек — 138 пассажиров и 7 членов экипажа.

## Хронология событий

### Предшествующие обстоятельства
Boeing 727-235 борт N4737 выполнял регулярный пассажирский рейс PA759 (позывной — Clipper 759)  из Майами в Сан-Диего с промежуточными посадками в Новом Орлеане и Лас-Вегасе. Первый этап (Майами—Новый Орлеан) был выполнен без отклонений, после чего в Новом Орлеане экипаж стал готовиться к полёту в Лас-Вегас. Всего на борту самолёта находились 7 членов экипажа, 1 сотрудник авиакомпании Pan American, летевший пассажиром на откидном кресле в кабине пилотов, а также 137 пассажиров в салоне.
Перед началом движения экипаж запросил и получил последнюю информацию от АТИС, которая была следующего содержания: …время один восемь пять пять Зулу [18:55 GMT = 13:55 CDT]. Погода: две тысячи пятьсот [футов] — переменная [облачность], две пятьсот — тонкие с разрывами. Видимость шесть миль (9½ км) в дымке, температура девять ноль [90 °F (32 °C)], ветер два четыре ноль и два [240° 3,7 км/ч], тихо. Настройка высотомера — три ноль ноль один [762 мм рт. ст.]… Сразу после этого в 15:58:48 рейс 759 отъехал от перрона. Экипаж занёс в используемую авиакомпанией форму расчёта следующие данные: рассчитанный полный взлётный вес 77 111 килограммов, угол выпуска закрылков при взлёте 15°, центровка 21,3 % САХ, температура [воздуха] при взлёте 33 °C, ветер 320° 5,5 км/ч, давление для настройки высотомера 761 мм. Скорость принятия решения (V1) и подъёма носовой стойки (VR) была определена как 255 км/ч, а безопасная скорость взлёта (V2) — 279 км/ч.

### Следование к ВПП
Над Новым Орлеаном в тот день проходил грозовой фронт, сопровождающийся умеренными дождями и переменной облачностью. Нижняя граница облаков составляла 910 метров, а верхняя достигала 4600 метров; видимость на полосе — 3,2 километра.
Экипаж запросил разрешение на следование к ВПП № 10, и авиадиспетчер дал это разрешение. В 15:59:03 второй пилот запросил обновлённую сводку о ветре, на что получил данные, что ветер 040° 14 км/ч. Следуя по аэропорту к началу взлётно-посадочной полосы № 10, пилоты выполнили контрольный список перед взлётом, а в 16:02:34 диспетчер руления предупредил их о низкой опасности сдвига ветра. Через минуту, в 16:03:33, второй пилот вновь запросил информацию о ветре, на что диспетчер передал: Ветер сейчас ноль семь ноль градусов на один и семь [070° 31 км/ч]… максимальные порывы два три [42 км/ч]. У нас есть информация о низкой опасности сдвига ветра во всех секторах, и вроде как над нами сейчас проходит фронт, а вы в его середине. Тогда КВС сообщил второму пилоту, что им необходимо быстрее набирать скорость, и потому указал отключить во время взлёта системы кондиционирования воздуха, чтобы снизить отбор мощности от боковых двигателей (№ 1 и 3), тем самым повысив EPR до 1,92. Позже в 16:07:08 диспетчер связался с рейсом EAL 956 авиакомпании Eastern Air Lines, который заходил на посадку на ВПП № 10, и передал, что по данным от экипажа приземлившегося ранее «Боинга», на высоте 30 метров боковой ветер не превышает 18 км/ч.
В 16:06:22 рейс 759 доложил о готовности к взлёту, на что в 16:06:24 диспетчер разрешил взлёт. В 16:06:30 второй пилот подтвердил получение информации, это было последнее сообщение с рейса PA759.

### Взлёт, катастрофа
В 16:07:57 рейс 759 начал разбег по ВПП № 10 с курсом 99° (на восток). Как позже было определено по записи речевого самописца, значения скорости говорил командир, то есть пилотирование на этом этапе выполнял второй пилот:
| 16:07:56   | БИ    | Проверка перед взлётом выполнена.                                                     |
| 16:07:59   | 2П    | Взлётная мощность.                                                                    |
| 16:08:04   | 2П    | [Включи] дворники.                                                                    |
| 16:08:06   |       | Появляется шум работающих стеклоочистителей.                                          |
| 16:08:16   |       | Слышен шум колёс, движущихся по покрытию ВПП.                                         |
| 16:08:16   | Э     | Восемьдесят узлов [148 км/ч]. (фактическая — 78 узлов [144 км/ч])                     |
| 16:08:27   |       | Скорость стеклоочистителей увеличивается.                                             |
| 16:08:33   | КВС   | Ви Эр (VR)                                                                            |
| 16:08:34   |       | Слышен шум, характерный при отрыве носового шасси от ВПП.                             |
| 16:08:41   | КВС   | Есть подъём.                                                                          |
| 16:08:42   | 2П    | Убрать шасси.                                                                         |
| 16:08:43   | КВС   | Ви два. (V2; фактическая — 158 узлов [292 км/ч]).                                     |
| 16:08:45   | КВС   | Поднимайся, мы снижаемся. Не задирай [нос].                                           |
| 16:08:48   |       | Щелчок фиксации носового шасси в убранном положении.                                  |
| 16:08:45   | Башня | Клиппер семь пять девять, переходите на связь с выходом на один два ноль точка шесть. |
| 16:08:54,5 |       | Самолёт достигает максимальной зарегистрированной высоты — 29 метров.                 |
| 16:08:57   | GPWS  | WHOOP! WHOOP! PULL UP! WHOOP!                                                         |
| 16:08:57   |       | Самолёт начинает уводить влево.                                                       |
| 16:09:00   |       | Звук первого удара о деревья.                                                         |
| 16:09:04   |       | Звук удара.                                                                           |
| 16:09:05   |       | Звук второго удара.                                                                   |
| 16:09:05   |       | Конец записи.                                                                         |

Пробежав примерно 2100 метров, лайнер с выпущенными на 15° закрылками оторвался от ВПП и с углом тангажа 7—10° начал набор высоты. Все свидетели отмечали, что этот этап прошёл без отклонений. Но приподнявшись примерно на 38 метров над землёй, самолёт вдруг стал снижаться. Нос был круто задран вверх, чтобы увеличить скороподъёмность, но это не помогало, поэтому пилоты, наоборот, перевели самолёт в горизонтальный полёт, чтобы таким образом увеличить воздушную скорость, но снижение от этого не прекратилось.
В 16:09:00 в 724 метрах от торца взлётной полосы, ещё до границы аэропорта, и на высоте 15 метров над землёй рейс PA759 левым крылом врезался в три дерева. Удар значительно повредил крыло, после чего лайнер, быстро входя в левый крен, пролетел над ограждением аэропорта и над примыкающей к нему автодорогой, едва не сбив грузовик с кондитерскими изделиями, и в 16:09:05 в 1410 метрах от торца ВПП № 10 (точка координат 29°59′15″ с. ш. 90°14′08″ з. д.) летящий по курсу 089° рейс PA759 врезался в деревья и дома в жилом квартале примыкающего к аэропорту города Кеннер (пригород Нового Орлеана), а затем с левым креном 105° ударился о землю, взорвался и полностью разрушился.
Все 145 человек на его борту погибли мгновенно. Также на земле самолёт снёс 6 домов, при этом погибли 8 местных жителей и ещё 16 получили ранения (9 — серьёзные). Таким образом всего в катастрофе погибли 153 человека. Это крупнейшая авиакатастрофа в истории Луизианы.

## Расследование
Расследование причин катастрофы рейса PA759 проводил Национальный совет по безопасности на транспорте (NTSB).
Окончательный отчёт расследования был опубликован 21 марта 1983 года.
Согласно отчёту, во время взлёта самолёт попал в микропорыв, приведший к сдвигу ветра. Вместе с нисходящим воздушным потоком и снижением встречного ветра это привело к потере высоты, а экипаж не успел опознать это и предотвратить до столкновения с деревьями.
Катастрофе способствовал такой фактор ограниченных возможностей наземного оборудования по определению небольших микропорывов, что могло бы влиять на оценку авиадиспетчеров и пилотов по определению опасности сдвига ветра.

### Комментарии
1. ↑  Возможно, опечатка в отчёте NTSB (вместо 31 января), так как эта дата указана как дата поступления к заказчику
2. ↑  Здесь и далее указано Центральноамериканское летнее время — CDT